# Кранцфельд Мойсей Йосипович
Мойсе́й Йос́ипович Кра́нцфельд (1858, Херсон — 6 липня 1924, Одеса) — лікар-терапевт, фтизіатр.

## Життєпис
Народився 1858 року в місті Херсон. Брат Давида, батько Йосипа Кранцфельдів. 1883 року закінчив Московський університет.
Працював в Одесі санітарним лікарем, ординатором Старої і Нової лікарень. Один із організаторів боротьби з туберкульозом на півдні — разом з Ісааком Альтшуллером та іншими фахівцями заснували 1911 року першу в Російській імперії організацію по боротьбі з туберкульозом — Одеське товариство; організував амбулаторію при ньому.
Дійсний член Товариства одеських лікарів і Одеського бальнеологічного товариства.
Від 1920 року — завідувач туберкульозної секції Одеського губернського відділу охорони здоров'я.
Наукові праці стосуються питань боротьби з інфекційними хворобами. Серед робіт:
- «Патологія і терапія холери по дослідженнях останнього часу», 1892.
- «Нарис санітарно-гігієнічних умов 75-ти навчальних закладів міста Одеси, які перебувають у віданні дирекції народних училищ», 1893.
- «Сучасний стан питання про туберкулінотерапію», 1910.
- «Про організацію питання боротьби з туберкульозом як із суспільним лихом в містах», 1911.
- «Про десятилітню діяльність конференцій міжнародної асоціації боротьби з туберкульозом», 1914.

Помер 6 липня 1924 року в Одесі.